# Protoribates bisculpturatus
Protoribates bisculpturatus är en kvalsterart som först beskrevs av Sandór Mahunka 1988.  Protoribates bisculpturatus ingår i släktet Protoribates och familjen Protoribatidae. Inga underarter finns listade i Catalogue of Life.